# Manifesto
För andra betydelser, se Manifesto (olika betydelser).
Manifesto! är Peace & Loves webbtidning som startade den 14 februari 2006. Manifesto innehåller reportage, intervjuer, krönikor, recensioner, porträtt och kåserier.
(Se även Roxy Music; Manifesto 1978)

## Budskap
Manifesto har samma budskap som Peace & Love: Mångfald, Gemenskap och Förståelse.

### Teman
Nr 1 Revolution

### Krönikörer
- Marcus Birro (#1)
- America Vera Zavala (#1)
- Helya Riazat (#1)
- Tomas Halvarsson (#1)